# Торговий представник України
Торговий представник України — чиновник Міністерства розвитку економіки, торгівлі та сільського господарства, основними завданнями якого є забезпечення просування економічних інтересів України на європейському та світовому ринку, здійснення у межах своїх повноважень координації діяльності торгових представництв у складі закордонних дипломатичних установ України.
Відповідно до покладених на нього завдань представляє Україну у Світовій організації торгівлі (СОТ), Чорноморському банку торгівлі і розвитку, а також інших міжнародних економічних організаціях.
За посадою Торговий представник України є також заступником Міністра розвитку економіки, торгівлі та сільського господарства України.

## Торгові представники України
- Пятницький Валерій Тезійович (2014—2015)
- Микольська Наталія Ярославівна (2015—2018)
- Качка Тарас Андрійович (2019—)